# 九鬼紫郎
九鬼 紫郎（くき しろう、1910年4月18日 - 1997年11月13日）は、日本の小説家、推理作家、時代小説作家。神奈川県横浜市生まれ。探偵小説や時代小説を執筆したほか、探偵雑誌『ぷろふいる』の編集長を務めるなど、編集者としても知られる。
本名は森本紫郎（もりもと しろう）。1931年のデビュー時から九鬼澹（くき たん）というペンネームを使っていたが、1953年ごろから九鬼紫郎（くき しろう）を名乗った。ほかに、三上紫郎（みかみ しろう）、霧島四郎（きりしま しろう）、石光琴作といったペンネームも一時期使用した。

## 経歴

### 生い立ち
1910年、神奈川県横浜市に生まれる。15歳のころに父を、17歳のころに母を亡くす。兄は横浜の貿易会社に勤めていたが、1923年の関東大震災で打撃を受けて会社が神戸に移っており、母が亡くなると紫郎も兄を頼って神戸に移り住んだ。
探偵作家の甲賀三郎に作品を送ったのをきっかけに上京し、渋谷の甲賀宅で書生として1年半ほどを過ごす。その間、1929年から翌年にかけて刊行された春陽堂の「探偵小説全集」の編集を手伝った。1931年、『探偵』に九鬼澹名義で短編小説「現場不在証明」を発表しデビュー。その後、赤面症になり、東京から神戸に戻る。神戸では、当時の西の探偵文壇の大物だった山本禾太郎や西田政治と交流し、戸田巽や、のちに酒井嘉七とも親しくした。1933年に京都で探偵雑誌『ぷろふいる』が創刊されると、創刊号から探偵小説評や短編小説などを寄稿。その後、山本禾太郎の紹介で、伊東利夫から引き継いで『ぷろふいる』の二代目編集長となり、神戸から京都に移って、1935年10月号から最終号（1937年4月号）までの編集を務めた。編集長としては、中村美与などを世に出した。後に編集部を東京に移すが、出資者の事業上の失敗のため、『ぷろふいる』は1937年4月号をもって廃刊となった。
その後は、三上紫郎名義で時代小説やスパイ小説などを発表したが、この時期について詳細は明らかになっていない。

### 第二次大戦後
1946年には『ぷろふいる』（後に『仮面』に改題）が再刊され、紫郎は編集長を務めつつ、ユーモア本格の「豹介シリーズ」などを誌上で発表した。『新青年』などでも短編を発表し、1947年には探偵小説集『人工怪奇』を刊行している。また1947年から翌年にかけて、恩師である甲賀三郎（1945年に死去）の全集を編集・刊行した（湊書房『甲賀三郎全集』全10巻）。
1953年ごろからペンネームを九鬼紫郎と改め、以降の約10年は、推理小説と時代小説をどちらも盛んに執筆する。推理小説では、1956年に本格推理長編『心霊は乱れ飛ぶ』を刊行。その後はハードボイルドに作風を転じ、私立探偵白井青児シリーズを執筆。1960年に刊行した長編推理小説『キリストの石』（後に『女と検事』に改題）は、1962年に監督土居通芳により『嫉妬』というタイトルで映画化されている。時代小説では、『稲妻左近捕物帳』シリーズなどを執筆した。
その後創作は途絶えるが、1970年代には九鬼紫郎名義で『探偵小説百科』（1975年）、『推理小説入門』（1979年）、また本名の森本紫郎名義で、少年向けの読みもの『中国の妖怪たち』（1976年）、『西洋の妖怪たち』（1978年）を出している。
1980年には、久々の長編推理小説『大怪盗』（光文社カッパ・ノベルス）を発表する。その続編も書き進めていたが、発表はされていない。1997年に死去。87歳。
その他の作家との交流
紫郎は若いころに、同年生まれの探偵作家で『新青年』や『ぷろふいる』などに作品を発表していた光石介太郎と仲違いしていた。晩年に交流のあった鮎川哲也が約50年ぶりの仲直りを勧め、両者とも異存はなかったが、鮎川が病気で入院している間に光石が亡くなってしまい、両者の面会は実現しなかった。紫郎と鮎川哲也との面会の記録は、『EQ』1990年11月号に掲載されている（後に鮎川哲也『こんな探偵小説が読みたい』（晶文社、1992年）に収録）。
1950年ごろ、紫郎は韓国の推理作家金来成と文通をしている。金来成は『ぷろふいる』で1935年にデビューし、1936年に朝鮮半島に帰ってからは、探偵作家・大衆文学作家として活躍していた。紫郎のもとには何通かの手紙と金来成の著作が届いたが、その手紙は江戸川乱歩に貸したまま、結局紫郎のもとには戻ってこなかった。
また、紫郎は小栗虫太郎の短編の代作をしたこともあった。

## 著書
国立国会図書館のオンライン蔵書目録を参考にした。特に示さない場合は「九鬼紫郎」名義の著書。

### 推理小説
- 『人工怪奇』（湊書房、1947年） - 短編集、九鬼澹名義
- 『心霊は乱れ飛ぶ』（東方社、1956年）
- 『地獄の影』（同光社、1958年）
- 私立探偵白井青児シリーズ
  - 『拳銃無法地帯』（川津書店、1959年）
  - 『暗黒街の令嬢』（川津書店、1959年）
  - 『魔女を探せ』（川津書店、1959年）
  - 『犯罪街の狼』（川津書店、1959年）
  - 『夜の顔役』（川津書店、1959年）
  - 『悪魔よ眠れ』（川津書店、1959年）
- 『キリストの石』（日本週報社、1960年） - 後に改題して『女と検事』（新流社、1963年）
- 『大怪盗』（光文社 カッパ・ノベルス、1980年）

推理小説関連書
- 『探偵小説百科』（金園社、1975年）
- 『推理小説入門』（金園社、1979年）

### 時代小説
- 『稲妻左近捕物帳』（同光社磯部書房、1952年）※九鬼澹名義 - 後に改題して『いなづま奉行』（新文芸社、1959年）※九鬼紫郎名義
- 『黒手組変化』（同光社、1954年）
- 『金姫銀姫』（豊文社、1954年）
- 『隠し小判』（文芸図書出版社、1954年）
- 『月姫異変』（同光社、1954年）
- 『妖鼓盗賊』（文芸図書出版社、1955年）
- 『どくろ大名』（同光社、1955年）
- 『黒潮大名』（同光社、1955年）
- 『からくり三万石』（同光社、1956年）
- 『秘仏像伝奇』（同光社、1956年）
- 『おぼろ屋敷』（同光社、1956年）
- 『若衆七変化』（桃源社、1956年）
- 『はやて拳法』（同光社、1956年）
- 『江戸の稲妻』（同光社、1956年）
- 『若殿あばれ剣』（同光社、1957年）
- 『真田陰流』（同光社、1957年）
- 『真田陰流 続』（同光社、1957年）
- 『旗本無法街』（光風社、1957年）
- 『怪盗秘文書』（同光社、1957年）
- 『呪文塔の恐怖』（同光社、1957年）
- 『金四郎桜』（同光社、1957年）
- 『おれは剣豪』（桃源社、1957年）
- 『京四郎剣法』（同光社、1958年）
- 『疾風（はやて）京四郎』（桃源社、1958年）
- 『鍔鳴り京四郎』（同光社、1958年）
- 『まぼろし飛脚』（第一文芸社、1958年）
- 『若殿京四郎』（同光社、1959年）
- 『すつとび若衆』（新文芸社、1959年）
- 『百万両異変』（新文芸社、1959年）
- 『京四郎変化』（同光社、1959年）
- 『京四郎あばれ剣』（同光社、1959年）
- 『べらんめえ判官』（新文芸社、1959年）
- 『謎の黄金秘境』（朝日書房、1959年）
- 『江戸っ子浪人』（朝日書房、1960年）

### 三上紫郎名義の著書
- 『元和呂宋島』（大文館書店、1943年）
- 『海の先駆者』（熊谷書房、1943年）
- 『怒濤の涯』（希望の窓社、1944年） - 時代小説
- 『間諜帝都に迫る』（金鈴社、1944年） - スパイ小説
- 『人生の花ひらく』（湊書房、1946年）
- 『稲妻左近捕物帖』（八千代書院、1946年）
- 『失われた貞操』（湊書房、1948年）

### 森本紫郎（本名）名義の著書
- 『中国の妖怪たち』（曙出版 あけぼの少年文庫、1976年）
- 『西洋の妖怪たち』（曙出版 あけぼの少年文庫、1978年）

## 主な雑誌掲載短編
『ぷろふいる』（第1次）掲載作品については山前譲編「「ぷろふいる」作者別作品リスト」（『幻の探偵雑誌1 「ぷろふいる」傑作選』（光文社文庫、2000年）巻末に収録）、『新青年』掲載作品については山前譲編「「新青年」作者別作品リスト」（『幻の探偵雑誌10 「新青年」傑作選』（光文社文庫、2002年）巻末に収録）、『ぷろふいる』（第2次）掲載作品については山前譲編「「ぷろふいる」「仮面」作者別作品リスト」（『甦る推理雑誌2 「黒猫」傑作選』（光文社文庫、2002年）巻末に収録）を参照した。
- 『探偵』
  - 現場不在証明 （1931年） - ミステリー文学資料館編『幻の探偵雑誌9 「探偵」傑作選』（光文社文庫、2002年）に九鬼澹名義で収録
- 『ぷろふいる』
  - 死はかくして美しい （九鬼澹、1933年7月号）
  - 神仙境物語 （九鬼澹、1933年11月号）
  - 幻想夜曲 （九鬼澹、1933年12月号）
  - A1号（一） 密偵往来 （九鬼澹、1934年5月号）
  - 人工怪奇 （九鬼澹、1935年3月号）
  - 古典綺話 二篇 （石光琴作、1936年1月号）
  - R子爵夫人惨殺事件 （九鬼澹、1936年4月号）
  - 報酬五千円事件 （九鬼澹、1936年8月号）
- 『新青年』
  - 光る眼 （九鬼澹、1946年12月号）
  - 或る夜の冒険 （九鬼澹、1947年3月号）
  - 暗号切手 （九鬼澹、1947年5月号）
  - 悪太郎 （九鬼澹、1947年9月号）
  - ルパンと九官鳥 （霧島四郎、1948年2月号）
- 『ぷろふいる (仮面)』
  - 豹助、町を驚ろかす （九鬼澹、1946年7月（創刊号）） - ミステリー文学資料館編『甦る推理雑誌2 「黒猫」傑作選』（光文社文庫、2002年）に九鬼澹名義で収録
  - 豹介、巨人と戦う （九鬼澹、1946年12月）
  - 豹助、都へ行く （九鬼澹、1947年4月） - 鮎川哲也編『こんな探偵小説が読みたい』（晶文社、1992年）に九鬼紫郎名義で収録
  - 豹介、恋をする （九鬼澹、1947年8月）
  - 豹介、翻弄さる （九鬼澹、1947年12月）
  - 僕は検事である （九鬼澹、1948年2月）
  - 心霊殺人事件 （覆面作家、1948年3月、5月、6月）
  - 幽霊妻 （九鬼澹、1948年4月増刊）
  - 誰が殺したか （九鬼澹、1948年5月）
  - 江戸橋小町 （九鬼澹、1948年8月増刊）

その他のアンソロジー収録短編
- 暗号海を渡る （探偵作家クラブ編『探偵小説年鑑 1949年版』）※九鬼澹名義で収録
- 天保怪異競 （志村有弘編『怪奇・伝奇時代小説選集 1』春陽文庫、1999年）※九鬼澹名義で収録
- 疾風魔（はやてま） （志村有弘編『怪奇・伝奇時代小説選集 4』春陽文庫、2000年）※九鬼澹名義で収録

## エッセイなど
- 負傷したコザック騎兵 （初出：『ぷろふいる』1936年7月号、小栗虫太郎『紅毛傾城』（現代教養文庫、1978年）に収録） - 九鬼紫郎による小栗虫太郎インタビュー記事
- 「ぷろふいる」編集長時代 （『幻影城』1975年6月号） ※九鬼紫郎名義